# Мариани, Доменико
Доменико Мариани (итал. Domenico Mariani; 3 апреля 1863, Поста, Папская область — 23 апреля 1939, Ватикан) — итальянский куриальный кардинал и ватиканский сановник. Секретарь Администрации имущества Святого Престола с 22 января 1917 по 16 декабря 1935. Председатель Администрации имущества Святого Престола с 1 декабря 1935 по 23 апреля 1939. Кардинал-дьякон с 16 декабря 1935, с титулярной диаконией Сан-Чезарео-ин-Палатио с 19 декабря 1935.